# Uszak brunatny
Uszak brunatny (Crossoptilon mantchuricum) – gatunek dużego ptaka z rodziny kurowatych (Phasianidae). Występuje w północno-wschodnich Chinach. Nie wyróżnia się podgatunków. Nie jest zagrożony wyginięciem.

## Charakterystyka
Długość ciała 96–100 cm. Masa ciała 1650–2475 g u samców, 1450–2025 g u samic. Upierzenie brunatne, biało-czarny ogon, czerwone obwódki wokół oczu. Cechą charakterystyczną są długie kępki białych piór po obu stronach głowy ptaka.

## Tryb życia

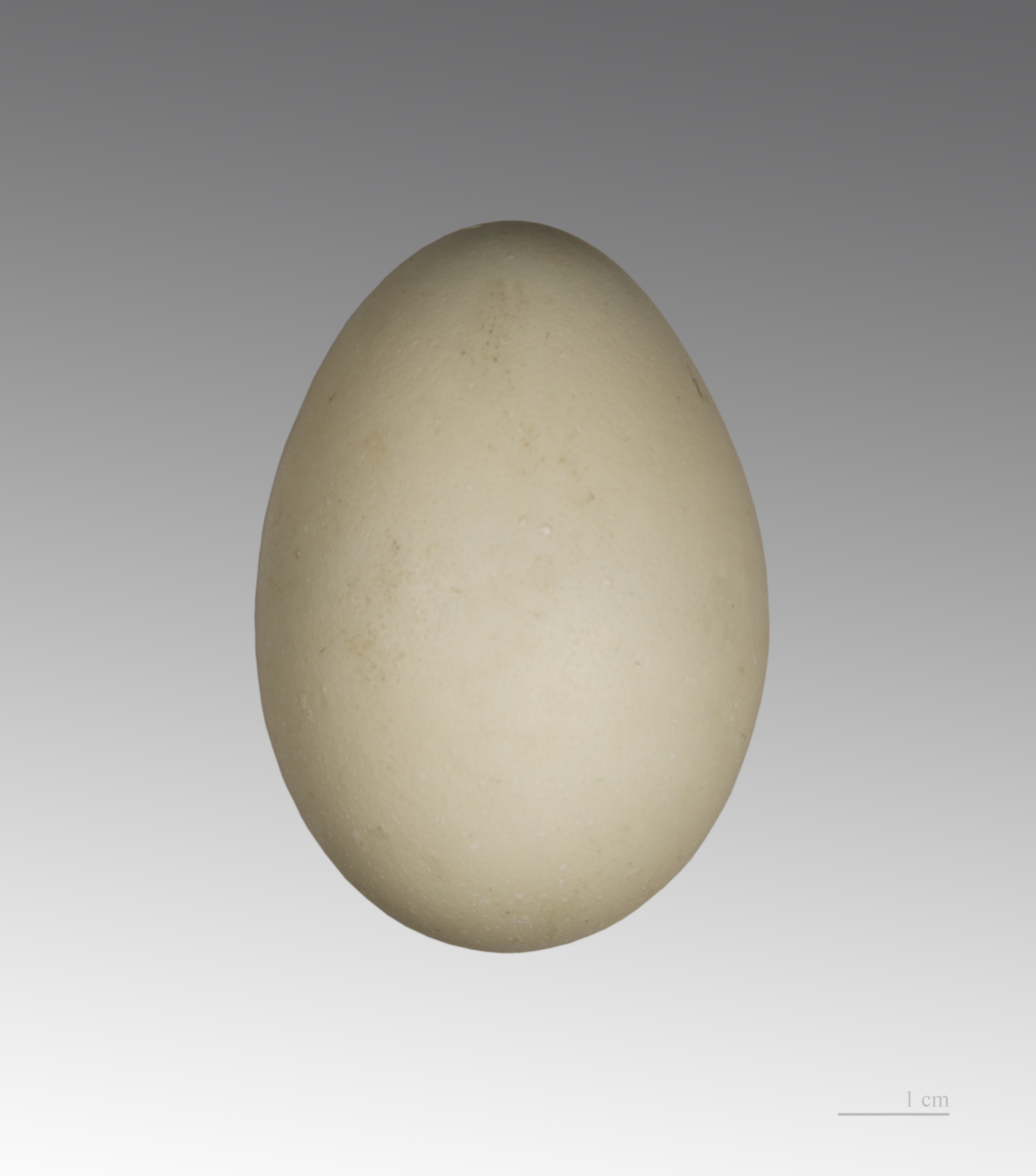
Jajo z kolekcji muzealnej

Zasiedla górskie lasy mieszane, stwierdzany na wysokościach od 1100 do 2600 m n.p.m. Uszaki brunatne przebywają w grupach liczących od 10 do 30 osobników (poza sezonem lęgowym). Żerują głównie na pokarmie roślinnym, szukając korzeni, kłączy czy bulw.
Okres lęgowy trwa od kwietnia do czerwca. Prawdopodobnie są to ptaki monogamiczne. Gniazdują w lasach modrzewiowych i świerkowych. Gniazdo to wydrapany w ziemi dołek. Samica składa prawdopodobnie od 5 do 8 jaj, ale stwierdzano również zniesienia liczące od 4 do 20 jaj, a raz – 22. W niewoli po 26–27 dniach inkubacji wylęgają się pisklęta; dane dla dzikich ptaków nieznane.

## Status zagrożenia
Międzynarodowa Unia Ochrony Przyrody (IUCN) od 2024 roku klasyfikuje uszaka brunatnego jako gatunek najmniejszej troski (LC, Least Concern); wcześniej, od 1994 roku uznawano go za gatunek narażony (VU, Vulnerable). Liczebność populacji szacuje się na 5000 – 15 000 dorosłych osobników. Ogólny trend liczebności populacji jest prawdopodobnie stabilny. Historycznie, duże obszary siedlisk w zasięgu tego gatunku zostały wykarczowane w celu ekspansji miast i rolnictwa, jednak w ostatnich dekadach wylesianie miało miejsce na niewielką skalę, a powierzchnia siedlisk mogła nawet wzrosnąć.